# Rosenmeier Electronics
Rosenmeier Electronics A/S eller anno 2011 Tech Data A/S er en dansk it-grossist med hovedsæde i Nørresundby. Virksomheden blev i 2010 opkøbt af det amerikansk ejede Tech Data A/S. Rosenmeier Electronics åbnede i 1999, men virksomhedens historie går tilbage til 1898, hvor en ung tysker ved navn William Rosenmeier åbnede en butik med ure og musikinstrumenter i Nørresundby. Sidenhen sælges der cykler og senere igen radioapparater.
Rosenmeier Electronics A/S havde i regnskabsåret 2009/10 en omsætning på 888,821 mio. kr. og et nettoresultat på 14,223 mio. kr. Det gennemsnitlige antal medarbejdere var 88 (2009/10).
Tech Data driver anno 2011 stadig virksomhed fra det tidligere Rosenmeier Electronics lokaler i Nørresundby. Der distribueres bl.a. itudstyr, software, tv- og radioapparater med mere.